# Austria en los Juegos Paralímpicos de Turín 2006
Austria estuvo representada en los Juegos Paralímpicos de Turín 2006 por un total de 24 deportistas, 21 hombres y tres mujeres.

## Medallistas
El equipo paralímpico austríaco obtuvo las siguientes medallas:
| Nombre            | Deporte      | Evento                                       |
| ----------------- | ------------ | -------------------------------------------- |
| Oro               |              |                                              |
| Sabine Gasteiger  | Esquí alpino | Supergigante discapacidad visual femenino    |
| Robert Meusburger | Esquí alpino | Eslalon de pie masculino                     |
| Walter Lackner    | Esquí alpino | Supergigante de pie masculino                |
| Plata             |              |                                              |
| Sabine Gasteiger  | Esquí alpino | Descenso discapacidad visual femenino        |
| Sabine Gasteiger  | Esquí alpino | Eslalon discapacidad visual femenino         |
| Harald Eder       | Esquí alpino | Eslalon sentado masculino                    |
| Harald Eder       | Esquí alpino | Supergigante sentado masculino               |
| Bronce            |              |                                              |
| Claudia Lösch     | Esquí alpino | Descenso sentado femenino                    |
| Sabine Gasteiger  | Esquí alpino | Eslalon gigante discapacidad visual femenino |
| Danja Haslacher   | Esquí alpino | Supergigante de pie femenino                 |
| Jürgen Egle       | Esquí alpino | Eslalon sentado masculino                    |
| Jürgen Egle       | Esquí alpino | Eslalon gigante sentado masculino            |
| Walter Lackner    | Esquí alpino | Descenso de pie masculino                    |
| Robert Froehle    | Esquí alpino | Supergigante sentado masculino               |